# Goodrich (Michigan)
Goodrich is een plaats (village) in de Amerikaanse staat Michigan, en valt bestuurlijk gezien onder Genesee County.

## Demografie
Bij de volkstelling in 2000 werd het aantal inwoners vastgesteld op 1353.
In 2006 is het aantal inwoners door het United States Census Bureau geschat op 1650, een stijging van 297 (22.0%).

## Geografie
Volgens het United States Census Bureau beslaat de plaats een oppervlakte van
6,2 km², waarvan 6,1 km² land en 0,1 km² water. Goodrich ligt op ongeveer 259 m boven zeeniveau.

## Plaatsen in de nabije omgeving
De onderstaande figuur toont nabijgelegen plaatsen in een straal van 20 km rond Goodrich.